# Reckange-sur-Mess
Reckange-sur-Mess (luxembourgsk: Reckeng op der Mess, tysk: Reckingen) er en kommune og et byområde i storhertugdømmet Luxembourg. Kommunen, som har et areal på 20,42 km², ligger i kantonen Esch-sur-Alzette i distriktet Luxembourg. I 2005 havde kommunen 1.908 indbyggere. 
49°33′40″N 6°00′25″Ø / 49.5611°N 6.0069°Ø